# Klimatogram
Klimatogram – graficzny diagram służący do zilustrowania cech klimatu dla danego miejsca.
Klimatogram może prezentować roczny przebieg wybranych elementów klimatu, np. opadu i temperatury, albo zależność dwóch elementów od siebie.